# Lee Eisenberg
Lee Eisenberg, född 5 april 1977 i Needham i Massachusetts, är en amerikansk manusförfattare och producent inom film och TV. Han har samarbetat med Gene Stupnitsky, med vilken han även har grundat produktionsbolaget Quantity Entertainment. Lee Eisenbergs far kommer ursprungligen från Israel.
Lee Eisenberg och Gene Stupnitsky anslöt sig år 2005 som arbetare på NBC-serien The Office, där de var verksamma från säsong 2 till säsong 6. De har bland annat varit manusförfattare för Stupnitskys film Good Boys, som hade biopremiär i augusti 2019. Duon skrev också ett manus till den tredje Ghostbusters-filmen Afterlife från 2021, som dock inte användes i produktionen.

## Filmografi (i urval)

### Filmer
- 2009 – Year One (manusförfattare)
- 2011 – Bad Teacher (manusförfattare och exekutiv producent)
- 2019 – Good Boys (manusförfattare)

### TV-serier
- 2002 – The Mind of the Married Man (TV-serie) (manusförfattare)
- 2005–2010 – The Office (TV-serie) (regissör, manusförfattare och exekutiv producent)
- 2013–2014 – Hello Ladies (TV-serie) (manusförfattare, exekutiv producent och skapare)
- 2014 – Bad Teacher (TV-serie) (exekutiv producent)
- 2014 – Trophy Wife (TV-serie) (manusförfattare och exekutiv producent)
- 2017 – SMILF (TV-serie) (exekutiv producent)
- 2020 – Little America (TV-serie) (manusförfattare, exekutiv producent och skapare)
- 2022 – WeCrashed (TV-serie) (manusförfattare, exekutiv producent och skapare)
- 2023 – Jury Duty (TV-serie) (exekutiv producent och skapare)
- 2023 – Lessons in Chemistry (TV-serie) (manusförfattare, exekutiv producent och skapare)